# Alessio Secco
Pour l’article homonyme, voir Deborah Secco.
Alessio Secco (né le 5 janvier 1970 à Turin au Piémont) est un dirigeant de football italien.
Il fut le directeur sportif du club de la Juventus de 2005 jusqu'à sa démission le 14 mai 2010. Il est alors remplacé par Beppe Marotta.

## Biographie
Il est le fils du comptable Sergio Secco, ex-dirigeant juventino et bras droit de Giampiero Boniperti durant sa présidence du club. Il entre dans le staff de la Juventus en 1999, au départ comme attaché de presse, avant de commencer à partir de 2000-2001 à travailler comme directeur sportif, nommé officiellement après le scandale du Calciopoli le 23 mai 2006.
Ses premières grosses opérations du mercato ne sont au départ pas très bien accueillies par les supporters bianconeri, comme par exemple la vente de Zlatan Ibrahimović pour "seulement" 24 millions d'euros à l'Inter (rivale historique de la Juventus), ou encore la vente d'Adrian Mutu à la Fiorentina (autre rivale du club). La saison suivante (2007-08) est également décevante pour la Juve, à peine sortie de Serie B, avec des déceptions sur le marché des transferts comme Tiago (acheté 13 millions d'euros à Lyon ou encore Domenico Criscito racheté au Genoa pour 7,5 millions d'euros).
En décembre 2007, il est accusé d'entretenir des rapports professionnels avec Luciano Moggi, interdit depuis peu d'exercer toute profession en rapport avec le football pendant 5 ans. Il est alors écouté par le procureur fédéral pour cette affaire,, classée finalement sans suite.
En janvier 2008, il obtient l'acquisition du milieu de terrain Momo Sissoko pour 11 millions d'euros à Liverpool, avant d'ensuite faire venir l'attaquant de Palerme Amauri.
Le 16 juillet 2008, il est interdit d'exercer pendant un mois pour avoir traité la cession de Criscito au Genoa avec le président génois Enrico Preziosi, lui-même interdit d'exercer par la justice sportive.
En mai 2009, il fait signer un contrat d'un an et demi au talentueux milieu de terrain brésilien Diego, acheté au Werder de Brême pour 24,5 millions d'euros. Le 15 juillet 2009, il achète le milieu brésilien de la Fiorentina Felipe Melo pour 25 millions d'euros.
Le 14 mai 2010 après une saison décevante, Secco, contesté par les tifosi qui désapprouvèrent ses choix sur le marché des transferts, démissionne de son poste après 15 ans de bons et loyaux services pour la société bianconera.